# Bozovici
Bozovici è un comune della Romania di 3423 abitanti, ubicato nel distretto di Caraș-Severin, nella regione storica del Banato.
Il comune è formato dall'unione di 4 villaggi: Bozovici, Poneasca, Prilipeț, Valea Minișului.